# Tecimeoc
Tecimeoc (Télévision et Cinéma, Méridional et Occitan) va ser una associació creada el 1977 amb la finalitat de promocionar i desenvolupar la televisió i el cinema meridional i occità. Impulsada pel director de cinema Jean Fléchet, va publicar la revista trimestral Tecimeoc fins al 1993. El seu lema era Volem que nostre païs acabesse d’estre solament un décor agradiu e comode.
Convertida en un referent de la cinefília i el cinema "del país", el 1985 va rebre l'encàrrec de l'ajuntament d'Aurenja de crear un cinema, que finalment va organitzar un festival bianual, trobades, un taller de creació cinematogràfica i un concurs de guions. Tot plegat va anar acompanyat d'una activitat pedagògica sense precedents. Va rebre l'encàrrec de la COSEAC (Comissió Interministerial responsable dels programes d'educació cinematogràfica als instituts) per crear CinemA3, butlletí de relació de l'opció cinema dels instituts de secundària.

## Objectius
- El reconeixement de la cultura i la llengua d'Oc a la Televisió i al cinema com també el respecte dels accents i els parlants popularis regionals
- L'ús dels mitjans de creació regionals. Això vol dir una proporció equitativa dels pressupostos de produccions de les societats de televisió i dels mitjans de l'Estat (subvencions, equips) destinats a la cultura i a la creació televisual i cinematogràfica realment meridionals i occitans, a la difusió d'aquestes obres, als equips tecnístics necessaris per crear i difondre.[3]

## Filmografia
Llargmetratges
- L'Orsalher
- Traité du rossignol
- L'école des femmes de Molière
- La Sartan i La faim de Machougas
- La soupe populaire
- Onze fragments minéraux en Luberon
- Brahim ou le collier de beignet